# 陰魂嚇機3D
《陰魂嚇機3D》是一齣2012年製作完成泰國恐怖片，同時為泰國首齣3D鬼片。故事取材自1998年12月11日泰國南部城市素叻他尼泰國國際航空公司（簡稱：泰航）空難事件。當時一班由泰國首都曼谷飛往素叻他尼泰航航班編號261空中巴士A310於着陸期間失事墜毀，全機146人（132名乘客及14名機組人員）中，共101人罹難（90名乘客及11名機組人員）。

## 劇情
機艙服務員蘇妮（瑪莎·華頓娜柏妮飾）於10年前逃過一宗慘絕人寰的空難，當時年輕的她認為空難的發生是由於冤魂作崇（實際上客機早前曾墜毀有人死亡, 及後航空公司將客機維修翻新再次飛行），因此她需要接受心理輔導。
經過長時間治療後，蘇妮重新返回工作崗位，復工後首次執勤的航班是由曼谷飛往布吉。但是她發現此行程的客機泰美航空SA407號正是當年她空難時的客機又再一次翻新再次飛行。
客機起飛後，冤魂又再出現，蘇妮與其他機艙服務員及乘客正面對無法預計的恐怖旅程。

## 演員
- 瑪莎·華頓娜柏妮 Marsha Wattanapanich 飾 蘇妮(New)
- 彼得·奈特
- Unchalee Hassadeevichit
- Paramej No-iam
- Sisangian Sihalath
- Namo Tongkumnerd
- Patcharee Tubthong

## 外部連結
- 互联网电影数据库（IMDb）上《陰魂嚇機》的资料（英文）